# Iradan
Iradan är en ort i Kirgizistan.   Den ligger i oblastet Batken, i den sydvästra delen av landet, 400 km sydväst om huvudstaden Bisjkek. Iradan ligger 933 meter över havet och antalet invånare är 26 200.
Terrängen runt Iradan är kuperad österut, men västerut är den platt. Runt Iradan är det ganska tätbefolkat, med 72 invånare per kvadratkilometer. Närmaste större samhälle är Kyzyl-Kija, 2,6 km öster om Iradan. Trakten runt Iradan består i huvudsak av gräsmarker.